# Bertus Hoogerman
Bertus Hoogerman, né le 28 avril 1938 à Amsterdam et mort le 18 novembre 2004 dans cette même ville, est un footballeur néerlandais évoluant au poste de gardien de but. Il joue à l'Ajax Amsterdam, faisant d'ailleurs partie du Club van 100.

## Biographie
Avec l'Ajax Amsterdam, il joue deux matchs en Coupe d'Europe des clubs champions, et deux en Coupe des coupes.

## Palmarès
- Vainqueur de l'International football cup en 1962 avec l'Ajax Amsterdam
- Champion des Pays-Bas en 1957 et 1960 avec l'Ajax Amsterdam
- Vice-champion des Pays-Bas en 1961 et 1963 avec l'Ajax Amsterdam
- Vainqueur de la Coupe des Pays-Bas en 1961 avec l'Ajax Amsterdam